# Cloître Saint-Sauveur (Aix-en-Provence)
Le cloître Saint-Sauveur a été construit aux environs de 1190 et se situe au sud de la nef du Corpus Domini de la cathédrale d'Aix-en-Provence, dans la région Provence-Alpes-Côte d'Azur en France.

## Description
Le cloître Saint-Sauveur, construit vers 1190 par les chanoines de la cathédrale, occupe une partie du forum de l'ancien castellum qui a été fondé par Caius Sextius Calvinus en 122 av. J.-C., mais qui n'aura une structure typiquement romaine avec cardo et decumanus qu'au Ier siècle.
L'accès au cloître se faisait jadis par une porte solennelle placée au sud de celui-ci et donnant sur la place de l'archevêché. Ce cloître, construit par les chanoines de la cathédrale, est constitué par quatre galeries de huit travées formées d'arcades de plein cintre reposant sur des colonnes géminées. Contrairement aux autres cloîtres provençaux (cloître Saint-Trophime à Arles ou celui de Montmajour) les galeries ne sont pas voûtées mais recouvertes d'une charpente ; la légèreté de la structure explique la finesse des colonnes, l'absence de contreforts et de gros piliers massifs. Seuls les angles des galeries ont reçu quatre piliers importants ornés de panneaux ou de colonnettes droites ou torses.  Sur chacun de ces piliers est figuré un des quatre vivants de l'apocalypse : l'homme, le lion, l'aigle et le taureau.

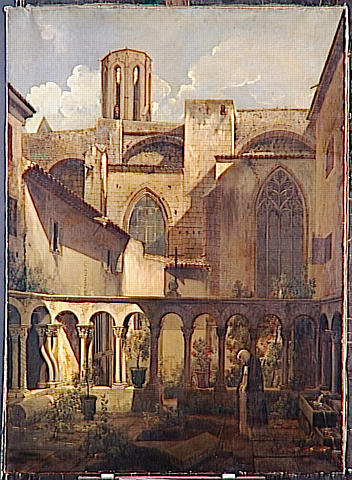
Vue intérieure du cloître Saint-Sauveur à Aix-en-Provence, par Auguste de Forbin (1829). Musée du Louvre, Paris.

À l'est du cloître devait se trouver le dortoir à l'intérieur d'un bâtiment datant de la fin du XIe siècle remanié au XIVe siècle. Le logement du prévôt du chapitre était dans l'aile sud. Dans la galerie ouest du cloître, une dalle de marbre gravée de vers acrostiches relevés à l'époque par le grand érudit Peiresc a servi de support pour une colonnade ; cette dalle est l'épitaphe d'un prélat qui pourrait être Basile, évêque d'Aix.  
Le 16 avril 1601 le cadavre du prévôt du chapitre Gilbert-Charles Desbiès est découvert au pied d'une colonne du cloître. Aucune blessure n'était apparente car il avait eu la poitrine écrasée à coups de sacs pleins de terre ou de plomb ; le fait d'assommer de la sorte une victime s'appelle en provençal « saquettar ». Bernardin Delphin-Gonzard, connu pour son animosité envers le prévôt, fut soupçonné de ce crime, arrêté par l'archevêque et emprisonné à l'archevêché pendant plusieurs années. Aucune preuve n'ayant été trouvée, il fut mis en liberté.
En 1875, le cloître est classé par liste au titre des monuments historiques.

### Les quatre piliers

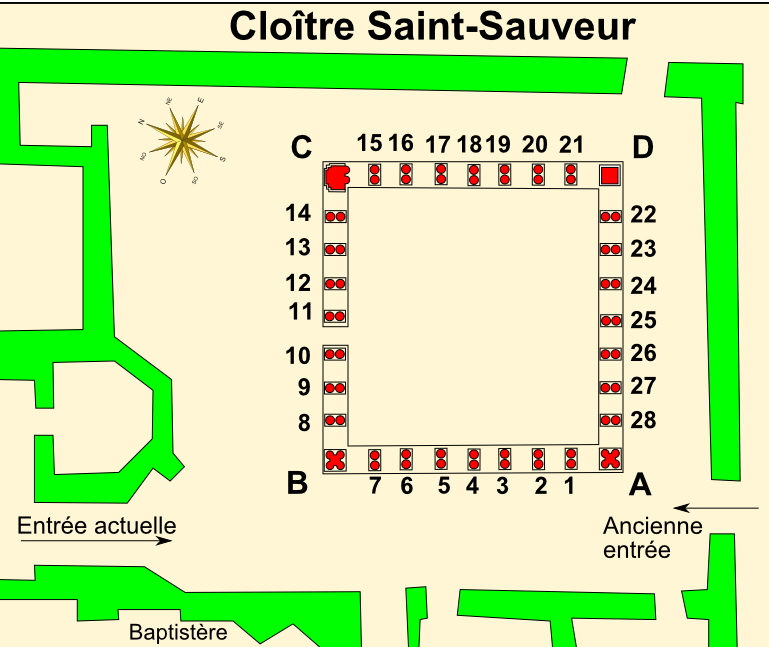
Schéma du cloître Saint-Sauveur
Aix-en-Provence.

- Le premier pilier A (sud-ouest) est constitué de quatre colonnes surmontés d'un chapiteau magnifiquement orné de feuillages. Au-dessus de celui-ci un ange, souriant légèrement, accueille le visiteur qui entre par la porte primitive et vient à sa rencontre en traversant l'eau représentée par trois ondulations. Il lui indique de sa main gauche le sens de la visite. Cet ange symbolise un des quatre évangélistes, saint Mathieu.
- Le second pilier B (nord-ouest) est constitué de quatre colonnes torses avec un chapiteau au-dessus duquel est sculpté un lion tenant un livre par une de ses pattes. c'est le symbole de l'évangéliste saint Marc.
- Le troisième pilier C (nord-est) est un fût à section carrée. Sur la face nord est figuré saint Pierre, premier pape de l'Église chrétienne. Il tient dans sa main droite une grande clef très ouvragée : c'est celle du livre saint, la bible, qu'il tient dans sa main gauche. Au-dessus est sculpté un aigle, symbole de l'évangéliste saint Jean.
- Le quatrième piler D (sud-est) est un fût à section carrée, décoré de feuillages plus ou moins stylisé. Il est surmonté d'un taureau symbole de l'évangéliste saint Luc, mais aussi de la force et de la fécondité.

Les quatre piliers d'angle du cloître
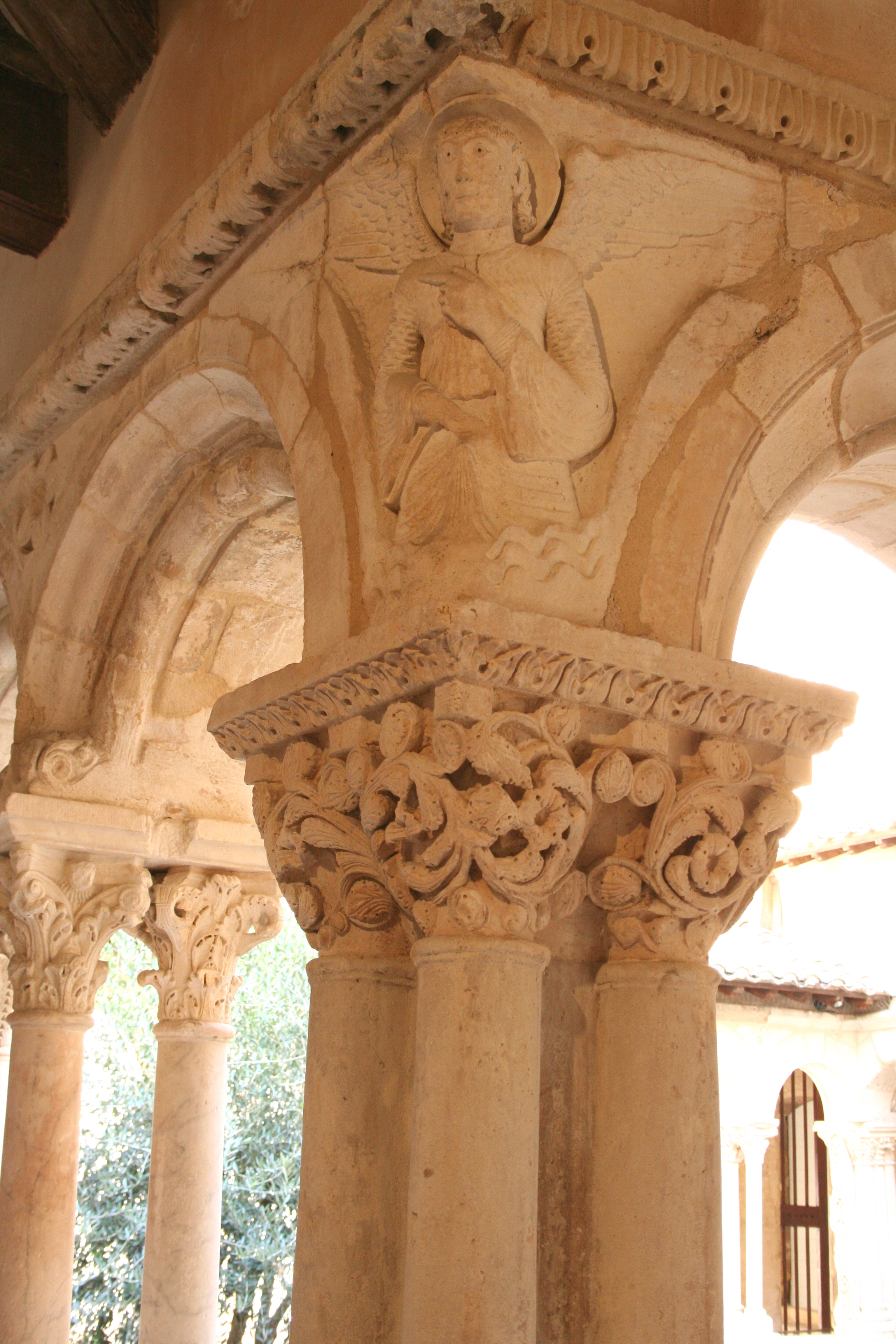
Pilier A Ange, symbole de saint Mathieu.
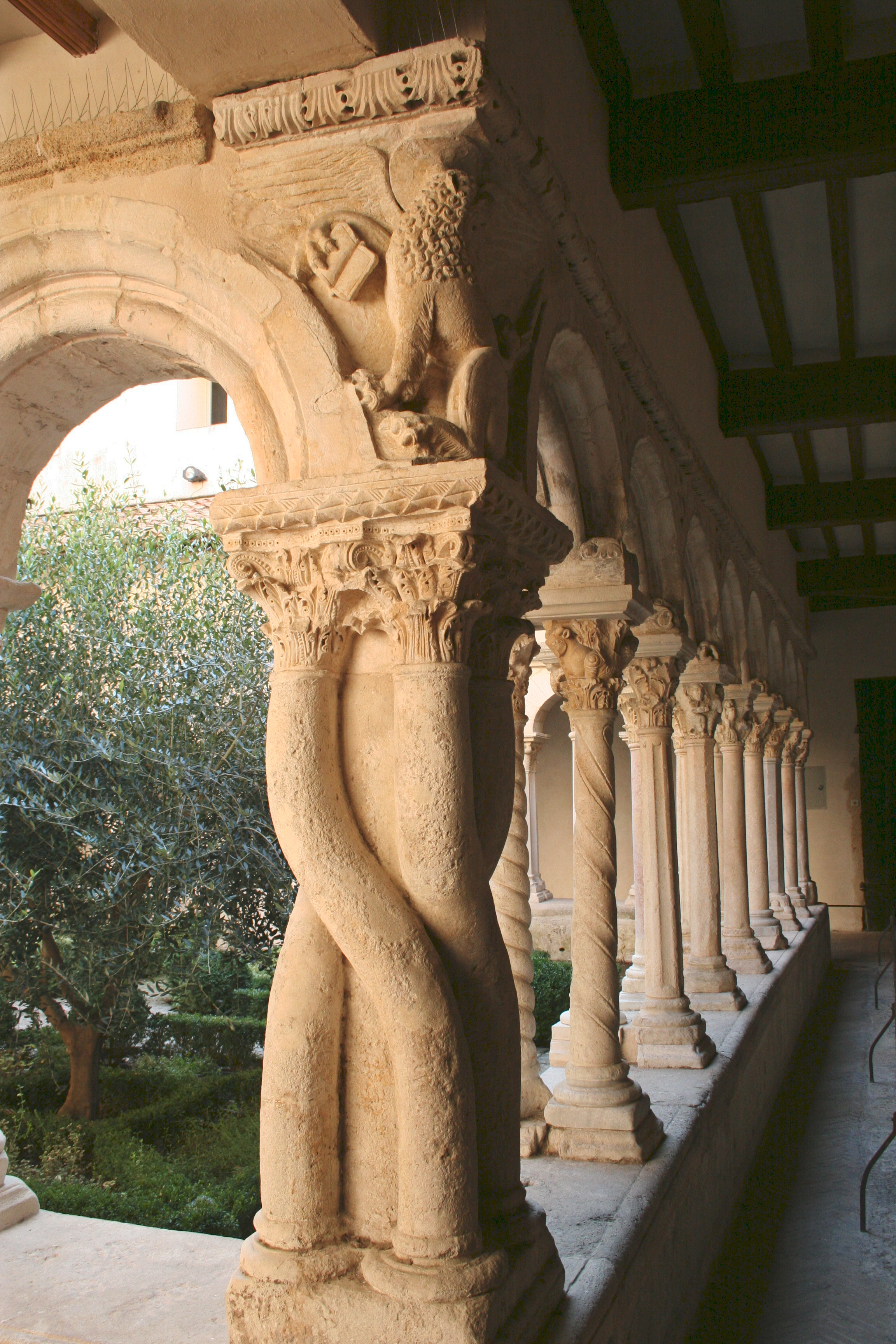
Pilier B Lion symbole de saint Marc.
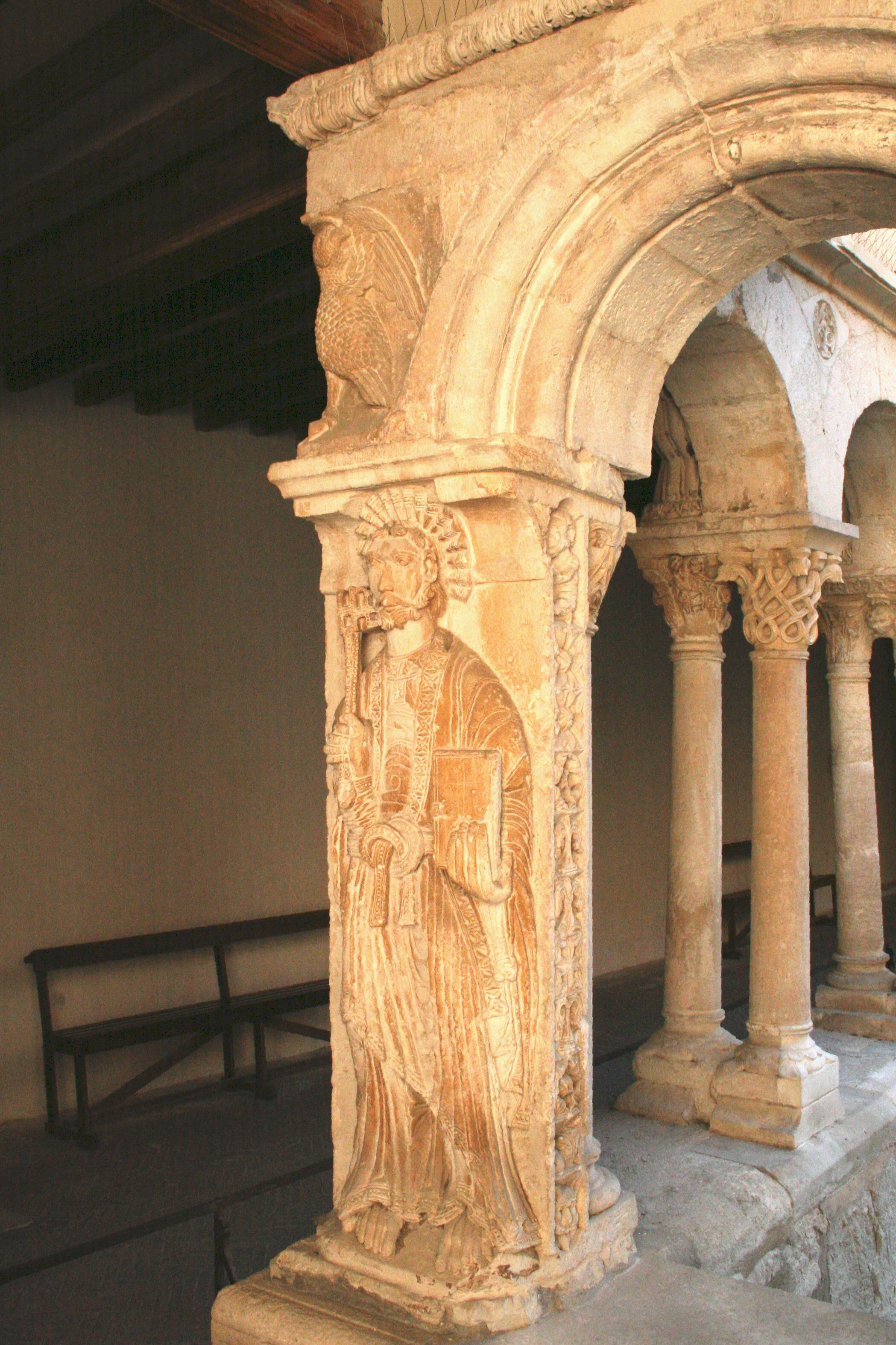
Pilier C saint Pierre et Aigle, symbole de saint Jean l'Évangéliste.
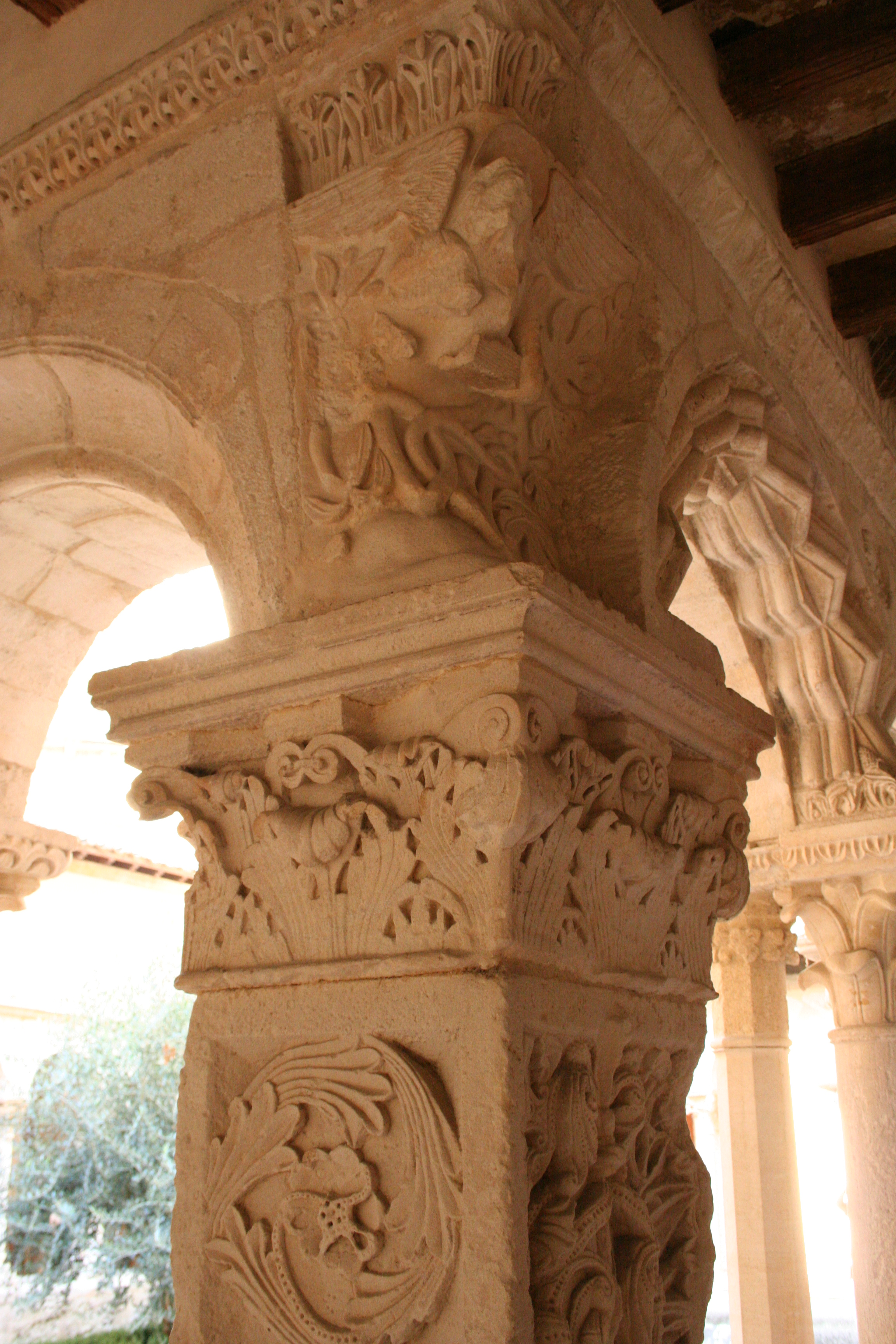
Pilier D feuillage et taureau, symbole de saint Luc.